# 온라인 퍼블릭 액세스 카탈로그
온라인 퍼블릭 액세스 카탈로그(Online public access catalog, OPAC)는 현재 도서 목록과 자주 동의어로 사용되며, 도서관 또는 도서관 그룹이 소장한 자료의 온라인 데이터베이스이다. 온라인 목록은 이전에 도서관에서 사용되던 아날로그 카드 목록을 대부분 대체했다.

## 역사

### 초기 온라인

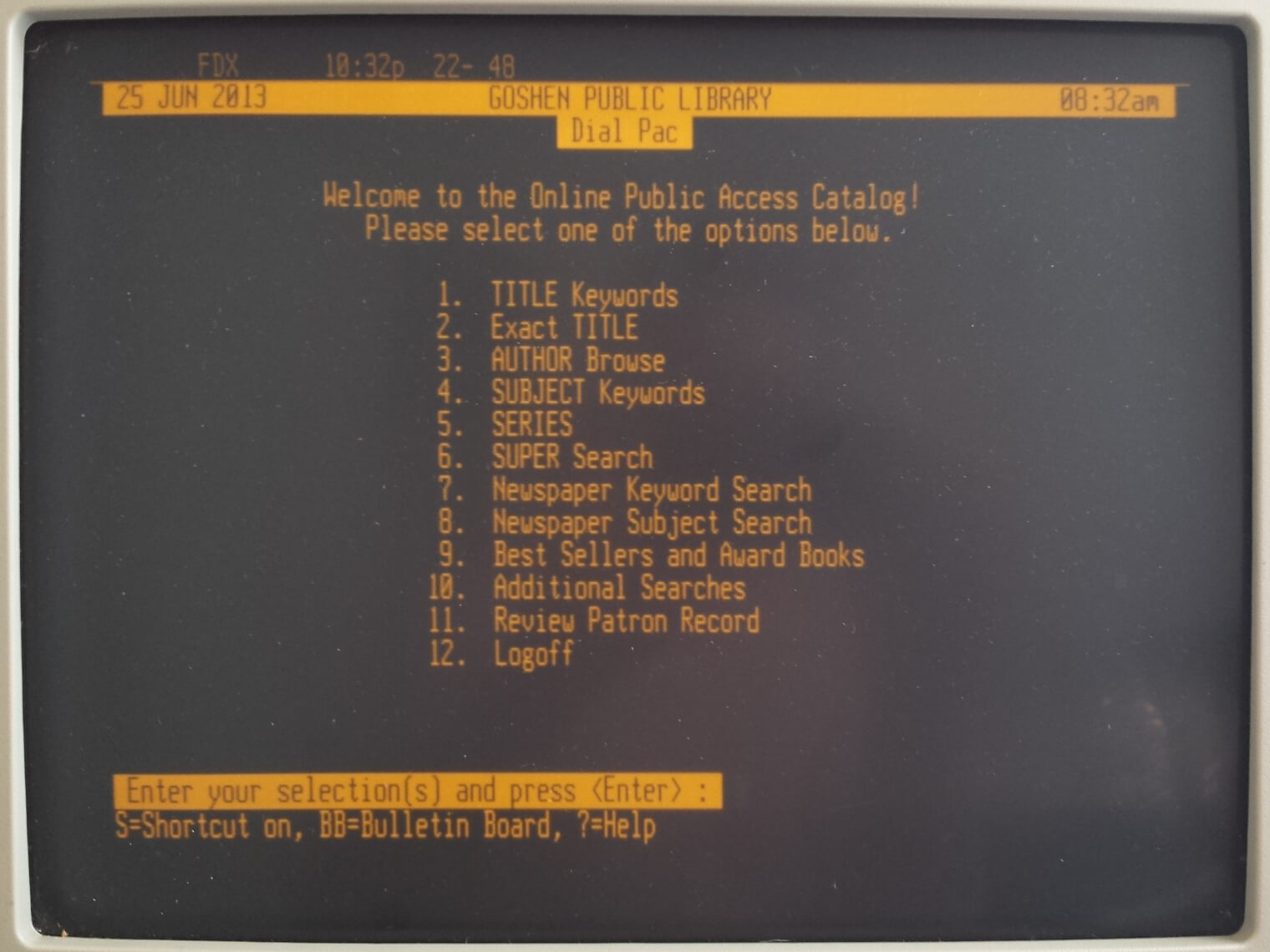
다이닉스 메뉴 스크린샷. 1983년에 처음 소개된 다이닉스는 출시된 상업용 도서관 자동화 시스템 중 가장 초기이자 가장 인기 있는 시스템 중 하나로, 전 세계 도서관에서 거의 20년간 지배적인 위치를 누렸다.

일부 실험 시스템이 1960년대 초반부터 존재했지만, 최초의 대규모 온라인 목록은 1975년 오하이오 주립 대학교와 1978년 댈러스 공공 도서관에서 개발되었다.
이러한 초기 온라인 목록 시스템들은 대체하려던 카드 목록을 밀접하게 반영하는 경향이 있었다. 전용 단말기나 텔넷 클라이언트를 사용하여, 사용자는 소수의 사전 협의된 색인을 검색하고, 그 결과를 이전에 카드 목록을 탐색하던 것과 거의 같은 방식으로 볼 수 있었다.
1980년대 내내 온라인 목록의 수와 정교함은 증가했다. 첫 상업 시스템이 등장했으며, 10년이 끝날 무렵에는 도서관 자체적으로 구축한 시스템을 대부분 대체했다. 도서관 목록은 불리언 및 키워드 검색을 포함한 개선된 검색 메커니즘뿐만 아니라, 대출된 항목에 대한 보류를 설정하는 기능과 같은 부수적인 기능도 제공하기 시작했다.
동시에 도서관은 도서 및 기타 도서관 자료의 구매, 목록화 및 대출을 자동화하는 애플리케이션을 개발하기 시작했다. 이러한 애플리케이션들은 총칭하여 통합 도서관 시스템 (ILS) 또는 도서관 관리 시스템으로 알려져 있으며, 시스템 재고에 대한 공개 인터페이스로 온라인 목록을 포함했다. 대부분의 도서관 목록은 기본 ILS 시스템과 밀접하게 연결되어 있다.

### 정체와 불만
1990년대에는 온라인 목록 개발에서 상대적인 정체가 있었다. 이전의 문자 기반 인터페이스는 웹 기반으로 대체되었지만, 대부분의 시스템의 디자인과 기본 검색 기술은 1980년대 후반에 개발된 것 이상으로 크게 발전하지 않았다.
동시에, 도서관 외부의 조직들은 더욱 정교한 정보 검색 시스템을 개발하기 시작했다. 구글과 같은 웹 검색 엔진과 아마존닷컴과 같은 인기 있는 전자 상거래 웹사이트는 확률적 및 벡터 기반 쿼리를 사용하여 관련성 순위가 매겨진 검색 결과를 제공할 수 있는 더 사용하기 쉬운(그러나 더 강력한) 시스템을 제공했다.
인터넷이 널리 사용되기 전에는 온라인 목록이 도서관 사용자가 처음 접하는 정보 검색 시스템인 경우가 많았다. 이제 웹 검색 엔진에 익숙해진 새로운 세대의 도서관 사용자들은 오래된 온라인 목록 시스템의 복잡하고(종종 난해한) 검색 메커니즘에 점점 더 불만을 느끼게 되었다.
이는 결과적으로 도서관 커뮤니티 내부에서 이러한 시스템에 대한 비판으로 이어졌고, 최근 몇 년 동안은 새로운(종종 '차세대'라고 불리는) 목록의 개발로 이어졌다.

### 차세대 목록
새로운 세대의 도서관 목록 시스템은 일반적으로 디스커버리 시스템(또는 디스커버리 레이어)이라고 불리며, 관련성 순위 및 패싯 검색을 포함한 더 정교한 검색 기술과 태그 지정 및 리뷰를 포함하여 시스템과의 더 큰 사용자 상호 작용 및 참여를 목표로 하는 기능으로 이전 OPAC와 구별된다. 이러한 새로운 기능은 특히 오래된 기록의 경우 품질이 떨어지거나 일관성이 없을 수 있는 기존 메타데이터에 크게 의존한다.
새로운 목록 플랫폼은 조직의 통합 도서관 시스템(ILS)과 독립적일 수 있으며, 대신 두 시스템 간의 데이터 동기화를 허용하는 드라이버를 제공한다. 원래 온라인 목록 인터페이스는 거의 전적으로 ILS 공급업체가 구축했지만, 도서관은 점점 더 엔터프라이즈 검색 회사 및 종종 도서관 자체에서 주도하는 오픈 소스 소프트웨어 프로젝트에서 구축한 차세대 목록을 찾고 있다.

## 종합 도서 목록
도서관 목록은 일반적으로 단일 도서관의 소장 자료를 반영하지만, 여러 도서관 또는 연합체의 소장 자료를 포함할 수도 있다. 이러한 시스템은 종합 도서 목록으로 알려져 있으며, 일반적으로 상호 대차를 통해 회원 기관 간의 도서 및 기타 자료 대출을 돕기 위해 설계되었다. 이러한 유형의 목록의 예로는 COPAC, SUNCAT, NLA Trove, 그리고 전 세계 도서관의 소장 자료를 목록화하는 월드캣이 있다.

## 관련 시스템
도서관 목록과 많은 공통점을 공유하지만, 전통적으로 도서관 목록과 구별되는 여러 시스템이 있다. 도서관은 이러한 시스템을 활용하여 도서관 목록에서 전통적으로 다루지 않는 항목을 검색하지만, 때로는 이러한 시스템이 더 포괄적인 디스커버리 시스템에 통합되기도 한다.
서지 데이터베이스 - Medline, ERIC, PsycINFO, 스코퍼스, 웹 오브 사이언스 및 기타 여러 데이터베이스와 같은 -는 저널 기사 및 기타 연구 데이터를 색인한다.
또한 디지털 커먼스 및 DSpace와 같은 문서, 사진 및 기타 디지털화되거나 디지털 원본 항목을 관리하기 위한 여러 응용 프로그램이 있다. 특히 대학 도서관에서 이러한 시스템(종종 전자 도서관 시스템 또는 학술기관 리포지터리 시스템으로 알려짐)은 교수진과 학생들이 작성한 문서를 보존하는 노력을 돕는다.
전자 자원 관리는 사서가 도서관의 전자 정보 자원의 선택, 취득 및 라이선스를 추적하는 데 도움이 된다.

## 같이 보기
- 온라인 컴퓨터 도서관 센터